# Birkhof (Greding)

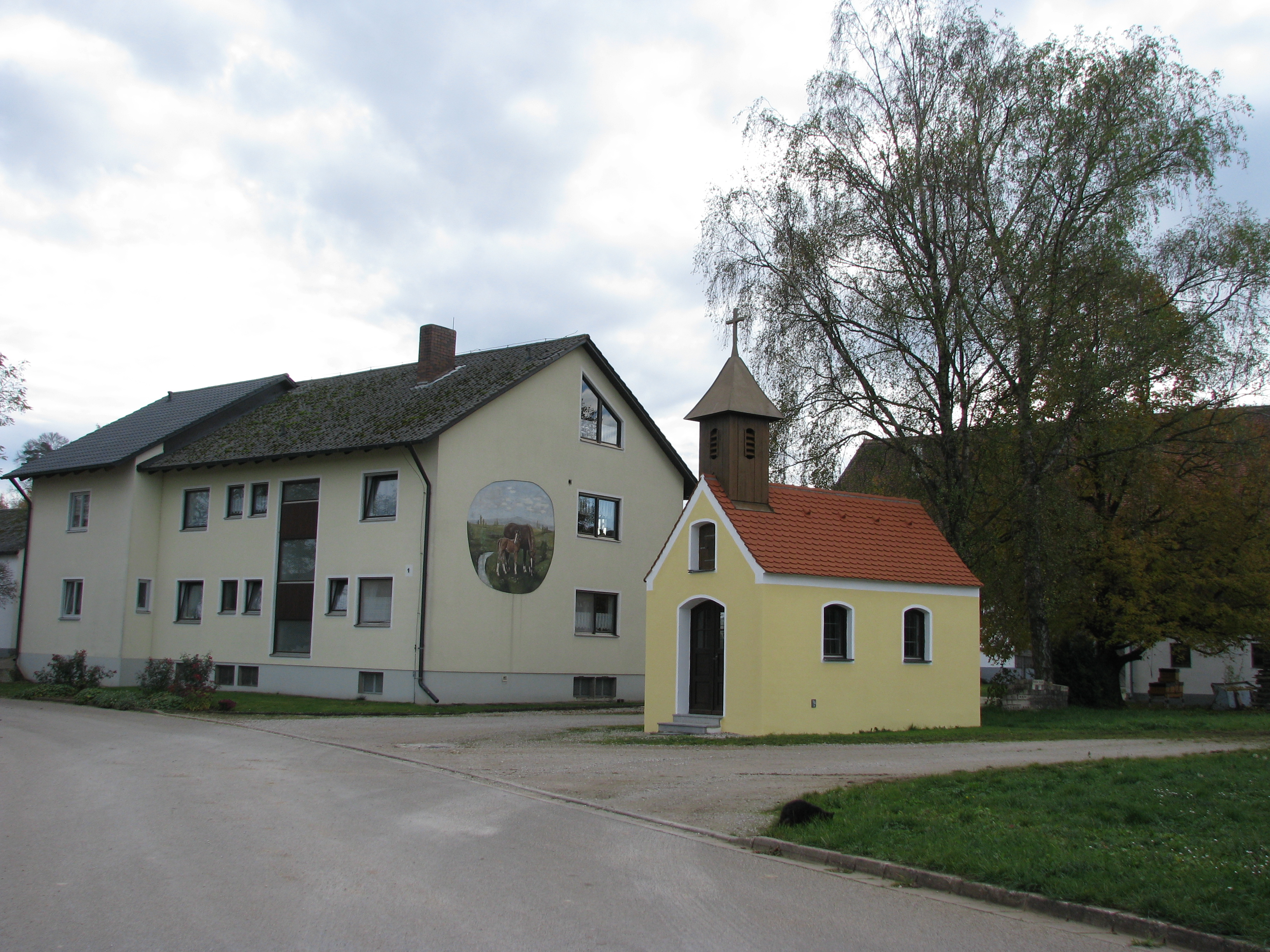
Ortsmitte mit der Ortskapelle

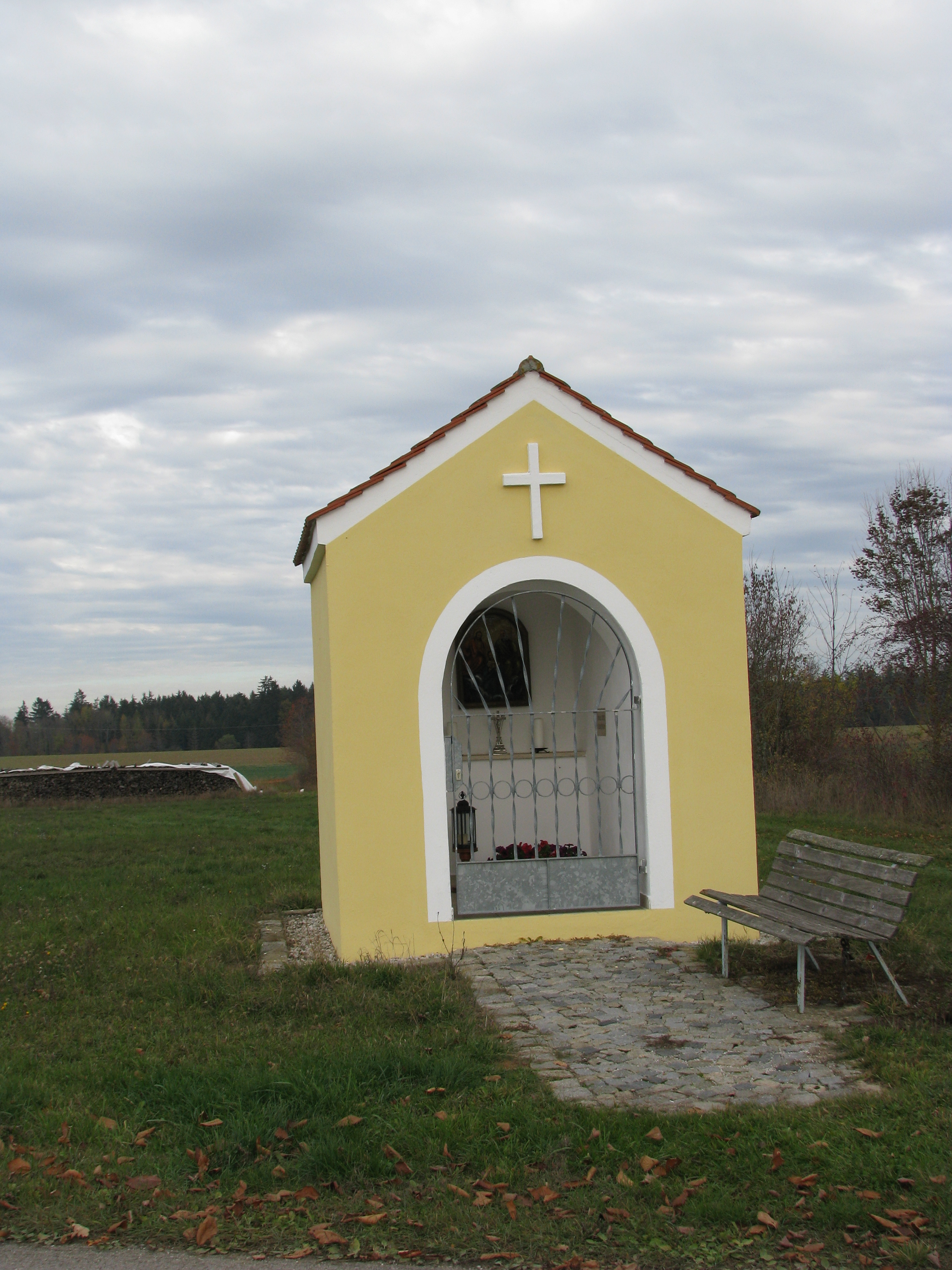
2002 erbaute Wegkapelle

Birkhof ist ein Gemeindeteil der Stadt Greding im Landkreis Roth (Mittelfranken, Bayern). Birkhof liegt in der Gemarkung Landerzhofen.

## Lage
Der Weiler Birkhof, früher auch die „Birkhöf“ genannt, liegt auf der Hochfläche der südlichen Frankenalb im Naturpark Altmühltal nordöstlich des Gemeindesitzes Greding und nordwestlich von Beilngries. Er ist zu erreichen über eine von der Kreisstraße RH 37 abzweigende Anliegerstraße.

## Geschichte
Birkhof war ursprünglich ein Einödhof des Benediktinerklosters Plankstetten, der wohl im 18. Jahrhundert geteilt wurde.
Nachrichten über den Hof fließen spärlich. Unter dem 1461 gewählten Plankstetter Abt Ulrich (Udalricus V.) Dürner, der 33 Jahre regierte, wurde der Birkhof 1464 durch Tausch erworben. 1466 baute Abt Ulrich dort „2 größere Scheunen und eine kleinere für Viktualien, ließ einen Teich am Haus graben und einen Bronnen.“ 1464 tauschte Albrecht von Wolfstein den Birkhof vom Kloster für den Zehent in Kruppach ein; bis 1500 erfolgte die Rückzahlung von den auf dem Birkhof lastenden Schulden an das Kloster. 1480 wurde ein „Trinkbronnen“ und zwei Viehtränken im Birkhof gebaut. 1530 hatte den Hof Hans Fichtner als Klosterlehen in Besitz. 1531 erhielt Leonhard Cenzner den Birkhof auf Erbrechtsbasis. Wegen der Not der Franzosenkriege verkaufte der Klosteradministrator Pater Benedikt Uttenberger um 1686 den Birkhof und anderen klösterlichen Besitz. Der Rückkauf erfolgte unter seinem Nachfolger Pater Ignaz Trauner zwischen 1690 und 1694. Als unter Fürstbischof Raymund Anton von Strasoldo als Landesherr 1769 der Vogteibezirk des Klosters neu festgelegt wurde, gehörte zu diesem auch der Birkhof.
Gegen Ende des Alten Reiches, um 1800, bestand der Weiler aus drei Höfen (einem Halbhof und zwei Viertelhöfen), die dem Klosterrichteramt Plankstetten gehörten und Ortsteil der Gemeinde und des Plankstetter Filialdorfes Litterzhofen waren. Hochgerichtlich unterstand der Weiler dem Oberamt Beilngries-Hirschberg des Unteren Hochstifts Eichstätt. Gepfarrt war er nach Plankstetten.
Infolge des Reichsdeputationshauptschlusses kam das Untere Hochstift und damit auch der Weiler Birkhof 1802 an Großherzog Erzherzog Ferdinand III. von Toskana und 1805/06 an das neue Königreich Bayern; das Kloster Plankstetten mit seinen 13 Patres wurde am 22. Juli 1806 aufgehoben und am 9. August 1806 aufgelöst, den Birkhof kauften Privatpersonen. 1809 wurde aus dem Dorf Landerzhofen und den beiden Weilern Attenhofen und Birkhof der Steuerdistrikt Landerzhofen im Landgericht und Rentamt Beilngries gebildet, der 1811 zur Ruralgemeinde wurde. Zum 1. Oktober 1857 wurde die Gemeinde Landerzhofen dem mittelfränkischen Landgericht und Rentamt Greding des Bezirksamtes Hilpoltstein einverleibt.
1871 wurden in der Gemeinde Landerzhofen 25 Pferde und 229 Stück Rindvieh gehalten, davon zehn Pferde und 27 Stück Rindvieh im Gemeindeteil Birkhof. Die Kinder gingen nach Landerzhofen zur Schule.
Im Zuge der Gebietsreform in Bayern schloss sich die Gemeinde Landerzhofen am 1. Januar 1972 der Gemeinde Greding an.

### Einwohnerentwicklung
- 1830: 21 (4 Anwesen)[15]
- 1840: 21 (3 Häuser, 3 Familien)[20]
- 1871: 24 (16 Gebäude)[17]
- 1900: 32 (4 Wohngebäude)[21]
- 1938: 33[22]
- 1950: 27 (4 Anwesen)[15]
- 1961: 14 (4 Wohngebäude)[23]
- 1987: 11 (3 Wohngebäude, 3 Wohnungen)[24]
- 2008: 16[25]
- 2011: 17[26]
- 2016: 15

## Katholische Kapelle Maria Hilf
Die in der Mitte des Weilers stehende Maria Hilf-Kapelle, ein Putzbau mit Satteldach und hölzernem Dachreiter mit Glocke, wurde 1986 neu gebaut und ersetzte eine Kapelle aus der Plankstetter Zeit, die 1856 einen Kreuzweg erhalten hatte.
1937 gab es drei religiöse Flurdenkmäler: ein Flurprozessionskreuz am Waldrand gegen Kaldorf, eine gemauerte Figur „Mariä Krönung“ am Weg nach Attenhofen und ein St. Salvator-Bildstein gegen Biberbach. 2002 wurde an der Stichstraße zum Weiler von einer Birkhofer Familie eine Wegkapelle errichtet.